# Jan Seyfried z Eggenbergu
Jan Seyfried z Eggenbergu (13. srpna 1644 – 5. listopadu 1713 Štýrský Hradec) byl štýrský šlechtic a mladší bratr knížete Jana Kristiána I. z Eggenbergu. Po jeho smrti se stal krátce hlavou rodu, jediným vládcem Gradišky a formálně i vévodou krumlovským. Jan Seyfried zemřel o tři roky později a během následujících čtyř let i jeho syn a vnuk, čímž vymřel rod Eggenbergů po meči.

## Život
Jan Seyfried se narodil jako druhý syn 2. knížete z Eggenbergu a vévody krumlovského Jana Antonína I. a markraběnky braniborsko-bayreuthské Anny Marie. Jeho otec Jan Antonín I. byl hlavou mocného rodu Eggenbergů s panstvími ve Štýrsku a v jižních Čechách, a zároveň významný politik a diplomat ve službách Habsburské monarchie.
Jan Antonín I. dlouhodobě usiloval o možnost zasedat v Říšském sněmu. Roku 1647 proto zakoupil okněžněné hrabství Gradiška, čímž se knížata z Eggenbergu stala knížaty říšskými. Nicméně Jan Antonín I. nečekaně zemřel o dva roky později v době, kdy bylo staršímu synovi Janu Kristiánovi I. 8 let a Janu Seyfriedovi pouhých 5 let.

### Po smrti otce

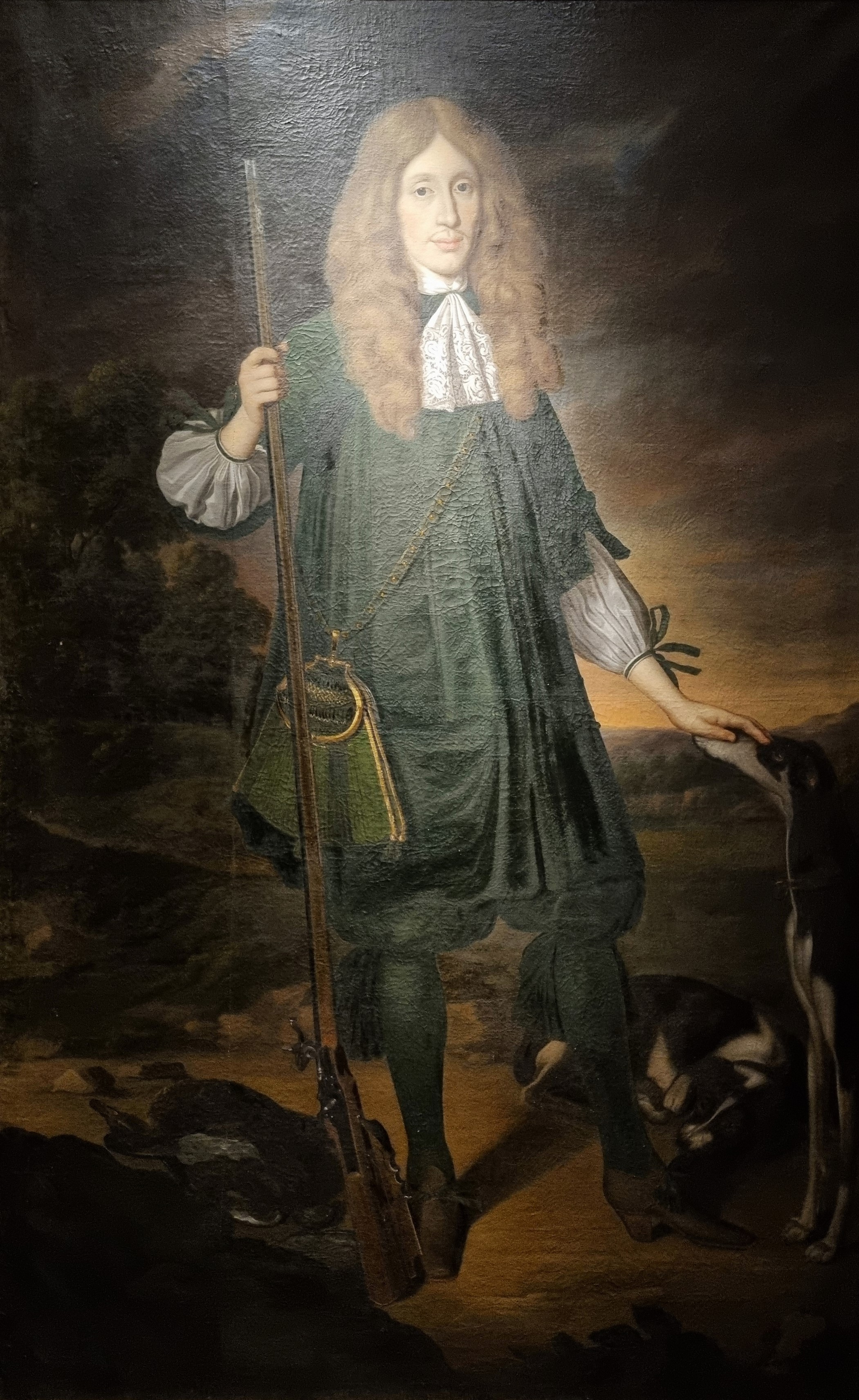
Portrét mladého Jana Seyfrida v loveckém oděvu (věk 26 let), zámek Český Krumlov

Regentství nad rozsáhlými panstvími se ujala jejich matka Anna Marie, jež se projevila jako schopná hospodářka a která, ač sama pevná protestantka, svolila k výchově obou synů v náboženství jejich otce, tedy v římskokatolické víře. Bratři Jan Kristián I. a Jan Seyfried tak vystudovali na jezuitském gymnáziu ve Štýrském Hradci a pod dohledem své matky se mimo všechny povinnosti a činnosti spojené s dospíváním šlechticů připravovali na budoucí převzetí svých majetků. Bratři se nakonec vydali na tradiční kavalírskou cestu do zahraničí a po třech letech putování se vrátili do domovského Štýrska, aby vyřešili dědictví po otci.
Jan Antonín I. vzhledem k nečekanému skonu (zemřel v 39 letech) však po sobě nezanechal žádnou závěť, což následná jednání mezi bratry značně zkomplikovalo a nakonec vyústilo v neřešitelný spor. Jan Kristián I. totiž jakožto prvorozený syn předpokládal, že převezme většinu majetku. Jan Seyfried se však nehodlal smířit se ztrátou postavení a požadoval rovný díl. Po několika letech vyjednávání o rozdělení majetku začala rodinná situace znepokojovat i samotné Habsburky, a proto se do sporu vložil uznávaný diplomat Jan Adolf I. ze Schwarzenbergu.
Asistence Jana Adolfa I. nakonec přinesla částečné vyřešení sporu roku 1665. Jan Kristián I. přenechal svému mladšímu bratrovi Janu Seyfriedovi rodová panství ve Štýrsku a přenesl svůj dvůr do jižních Čech na Český Krumlov, zůstal hlavou rodu a ponechal si titul vévody krumlovského. Jan Seyfried tak získal jak rodinný zámek Eggenberg, tak i přilehlá panství, čímž došlo k rozdělení rodu na dvě větve – krumlovskou v čele s Janem Kristiánem I. a vedlejší štýrskou s Janem Seyfriedem.
Jan Seyfried se však s výsledkem jednání nespokojil a spor se táhl ještě dalších sedm let ohledně titulu okněžněného hraběte gradišského, neboť držiteli propůjčoval právo zasedat v Říšském sněmu. Spor byl proto ukončen až v roce 1672, kdy Jan Kristián I. přistoupil na požadavek Jana Seyfrieda, aby v Gradišce formálně vládl i ve jménu svého mladšího bratra.

### Vláda
Po rozdělení rodu se Jan Seyfried chopil správy majetku ve Štýrsku a pustil se do dokončení původního hlavního sídla rodu – zámku Eggenberg při Štýrském Hradci. Právě během jeho vlády bylo na zámku Eggenberg v časovém úseku pouhých 7 let vytvořeno na 600 stropních maleb v pokojích v reprezentativní části budovy a mimo jiné založena první barokní zámecká zahrada. Roku 1678 najal Jan Seyfried malíře Hanse Adama Weissenkirchera, který v letech 1684 a 1685 vymaloval hlavní proslulý tzv. sál Planet. Jan Seyfried se tím zasloužil o završení barokní fáze výstavby zámku, která je dnes považována za poklad rakouského kulturního dědictví.
Na svém sídle ve Štýrském Hradci v roce 1673 také hostil nastávající choť císaře Leopolda I. a na následnou svatební hostinu významně přispěl. Jan Seyfried se v tehdejším povědomí zapsal jako štědrý mecenáš umění a šlechtic blízký císařskému dvoru, pročež se mu v roce 1697 dostalo pocty jmenováním rytířem Řádu zlatého rouna.
Oproti svému staršímu bratrovi Janu Kristiánovi I. se však Jan Seyfried projevil jako velmi špatný hospodář, který během 50 let přivedl svými výdaji panství na pokraj bankrotu. Byl nucen rozprodávat rodinné statky a od finančního kolapsu jej chránily jen kontakty na samotného císaře.
Teprve smrt jeho bratra Jana Kristiána I. znamenala ukončení jeho finanční tísně. Jan Kristián I. zemřel v roce 1710, přičemž z jeho manželství s Marií Arnoštkou z Eggenbergu nevzešel žádný potomek. V okamžiku jeho smrti proto přešly veškeré jím držené tituly včetně titulu vévody krumlovského na Jana Seyfrieda. Kněžna-vdova Marie Arnoštka nicméně převzala manželův majetek v jižních Čechách a dál vládla na Krumlově pod podmínkou, že po její vlastní smrti přejde krumlovské panství na představitele štýrské větve Eggenbergů, tedy Jana Seyfrieda nebo jeho potomky.

## Smrt a vymření rodu
Jan Seyfried se tak nakrátko roku 1710 stal nejenom hlavou rodu, ale v budoucnu se v rámci jeho větve měla znovusjednotit veškerá eggenberská panství. Nicméně on sám po třech letech od smrti bratra 5. listopadu 1713 skonal ve Valdštejnském paláci u Štýrského Hradce. Jeho ostatky byly následně pochovány do rodinné hrobky v minoritském klášteře ve Štýrském Hradci.
Rodinná tragédie však pokračovala, když Jana Seyfrieda o tři roky později následoval jeho syn Jan Antonín II. a v roce 1717 i jeho nedospělý vnuk Jan Kristián II., jehož smrtí během sedmi let nečekaně vymřel celý rod Eggenbergů po meči.
Dědictví po Janu Kristiánovi I. v jižních Čechách tak trvale přešlo na vévodkyni Marii Arnoštku, jež za svého universálního dědice následně ustanovila synovce Adama Františka ze Schwarzenbergu, čímž po její smrti v roce 1719 přešlo Krumlovské vévodství na Schwarzenbergy, kteří v jižních Čechách založili tzv. Schwarzenberské dominium. Okněžněné hrabství Gradiška se smrtí všech mužských členů rodu navrátilo zpět do rukou Habsburků a na panstvích ve Štýrsku se vlády ujaly vnučky Jana Seyfrieda Marie Eleonora a Marie Terezie. Obě zemřely bezdětné roku 1774, čímž rod Eggenbergů zcela zanikl.